# 1 E9 m²
Som en hjælp til sammenligning af størrelsesforhold mellem forskellige overfladearealer, er her en liste over områder mellem 1.000 km² og 10.000 km². 
- Områder mindre end 1.000 km²
- 1.000 km² svarer til:
  - 100.000 hektar
  - En cirkel med en radius på 18 km
  - Et kvadrat med sider på omkring 32 km
- 1.085 km² — Inarijärvi – sø i Finland
- 1.092 km² — Hong Kong – selvstyrende ø tilhørende Folkerepublikken Kina
- 1.243 km² — Lolland – ø i Danmark
- 1.290 km² — Los Angeles – by i Californien i USA
- 1.399 km² — Færøerne – selvstyrende ø i Kongeriget Danmark
- 1.466 km² — Shetlandsøerne – skotske øer
- 1.579 km² — Greater London – region i England dækkende Storlondon
- 1.660 km² — Fuerteventura – en af de Kanariske Øer, tilhørende Spanien
- 1.700 km² — Skye – ø i Skotland
- 1.705 km² — Guadeloupe – vestindisk øgruppe, og et oversøisk fransk departement
- 1.860 km² — Mauritius
- 1.912 km² — Vättern – næststørste sø i Sverige
- 1.990 km² — Overrislede landområder i Israel
- 2.034 km² — Tenerife – en af de Kanariske Øer, tilhørende Spanien
- 2.150 km² — Området påvirket af Tunguska-eksplosionen den 30. juni 1908 i Sibirien
- 2.170 km² — Comorerne – øgruppe og land i det Indiske Ocean mellem det nordlige Madagaskar og Mozambique
- 2.187 km² — Tokyo – hovedstaden i Japan
- 2.358 km² — Australian Capital Territory – Australiens hovedstadsområde
- 2.512 km² — Réunion – den største ø i øgruppen Mascarenerne i det Indiske Ocean, den er et fransk oversøisk territorium
- 2.569 km² — Saarland – delstat i Tyskland
- 2.586 km² — Luxembourg
- 2.670 km² — Neuchâtelsøen – sø i Schweiz
- 2.766 km² — Manitoulin Island – den største ø i Great Lakes i Nordamerika
- 2.860 km² — Samoa – øgruppe og land i sydlige Stillehav
- 3.000 km² — Tanasøen – sø i Etiopien
- 3.140 km² — Gotland – ø ved Sverige
- 3.355 km² — Nordcypern – de facto-stat på det nordlige Cypern, kun anerkendt af Tyrkiet
- 3.500 km² — Peipussøen – sø beliggende mellem Estland og Rusland
- 3.566 km² — Long Island – ø i den nordamerikanske delstat New York
- 3.640 km² — Mallorca – spansk ø i det vestlige Middelhav
- 3.755 km² — Vansøen – den største sø i Tyrkiet
- 3.903 km² — Sydgeorgien og Sydsandwichøerne – britisk oversøisk territorium, som Argentina også gør krav på
- 4.005 km² — Rhode Island – USA's mindste delstat
- 4.033 km² — Kap Verde – øgruppe og land i det nordlige Atlanterhav ved Vestafrikas kyst
- 4.101 km² — Glacier National Park – nationalpark i delstaten Montana i USA
- 4.167 km² — Fransk Polynesien – fransk oversøisk territorium og øgruppe beliggende i det sydlige Stillehav; hvoraf Tahiti er den bedst kendte af øerne
- 4.400 km² — Great Salt Lake – sø i den amerikanske delstat Utah
- 4.917 km² — Akershus – fylke i Norge
- 4.992 km² — Baleariske Øer – spansk øgruppe i det vestlige Middelhav, bestående af Mallorca, Menorca, Formentera, Ibiza, Cabrera og Conejera
- 5.128 km² — Trinidad og Tobago
- 5.250 km² — Nassersøen – kunstig sø mellem Egypten og Sudan; i Sudan kaldes den Nubiasøen
- 5.500 km² — Nakhitjevan – autonom republik tilhørende Aserbajdsjan
- 5.600 km² — Vestbredden – israelsk bosat område
- 5.660 km² — Prince Edward Island – Canadas mindste provins
- 5.700 km² — Bali – ø i Indonesien
- 5.770 km² — Brunei
- 6.452 km² — Delaware – delstat i USA
- 6.605 km² — Falklandsøerne – øgruppe og et selvstyrende oversøisk territorium i det Forenede Kongerige som Argentina også gør krav på
- 6.641 km² — Banff National Park – nationalpark i Canada
- 6.995 km² — Cornwallis Island – ø i det candaniske territorium Nunavut
- 7.031 km² — Sjælland – ø i Danmark
- 7.214 km² — Leyte – ø i Filippinerne; under 2. verdenskrig fandt det største søslag i historien sted ved øen
- 7.215 km² — Kerguelen-øerne – øgruppe i det sydlige Indiske Ocean
- 7.234 km² — Baskerlandet – autonom region i Spanien
- 7.447 km² — Kanariske Øer – autonom region og øgruppe beliggende ved Nordafrika, tilhører Spanien
- 7.500 km² — Roosevelt Island – del af Antarktis
- 7.850 km² — Vrangelya – ø i det Arktiske Hav tilhørende Rusland
- 7.975 km² — Genevesøens afvandingsområde – sø beliggende mellem Schweiz og Frankrig
- 8.261 km² — Kreta – græsk ø
- 8.300 km² — Titicacasøen – største sø i Sydamerika
- 8.500 km² — Carney Island – ø ved Antarktis
- 8.624 km² — Nicaraguasøen – sø i Nicaragua i Sydamerika
- 8.661 km² — New Ireland – ø i Papua New Guinea
- 8.681 km² — Korsika – fransk ø i Middelhavet
- 8.900 km² — Yellowstone National Park – nationalpark i USA
- 8.900 km² — Kongeriget Judæa
- 9.006 km² — Komsomolets – ø i Rusland
- 9.104 km² — Puerto Rico – selvstyrende territorium med særlig tilknytning til USA beliggende i det nordøstlige Caribien
- 9.251 km² — Cypern – ø i det østlige Middelhav
- 9.293 km² — Kodiakøen – ø ved Alaska i USA
- 9.505 km² — Buru – ø i Indonesien
- 9.521 km² — Prince Charles Island – ø i det canadiske territorium Nunavut; først opdaget i 1948
- 9.735 km² — Mindoro – ø i Filippinerne
- 9.894 km² — Onegasøen – sø i Rusland
- Områder større end 10.000 km²

## Ekstern henvisning
- Konverteringsmaskine mellem areal-enheder Arkiveret 10. november 2004 hos  Wayback Machine